# 宰恩斯希尔
17°38′35″N 63°13′37″W / 17.64306°N 63.22694°W

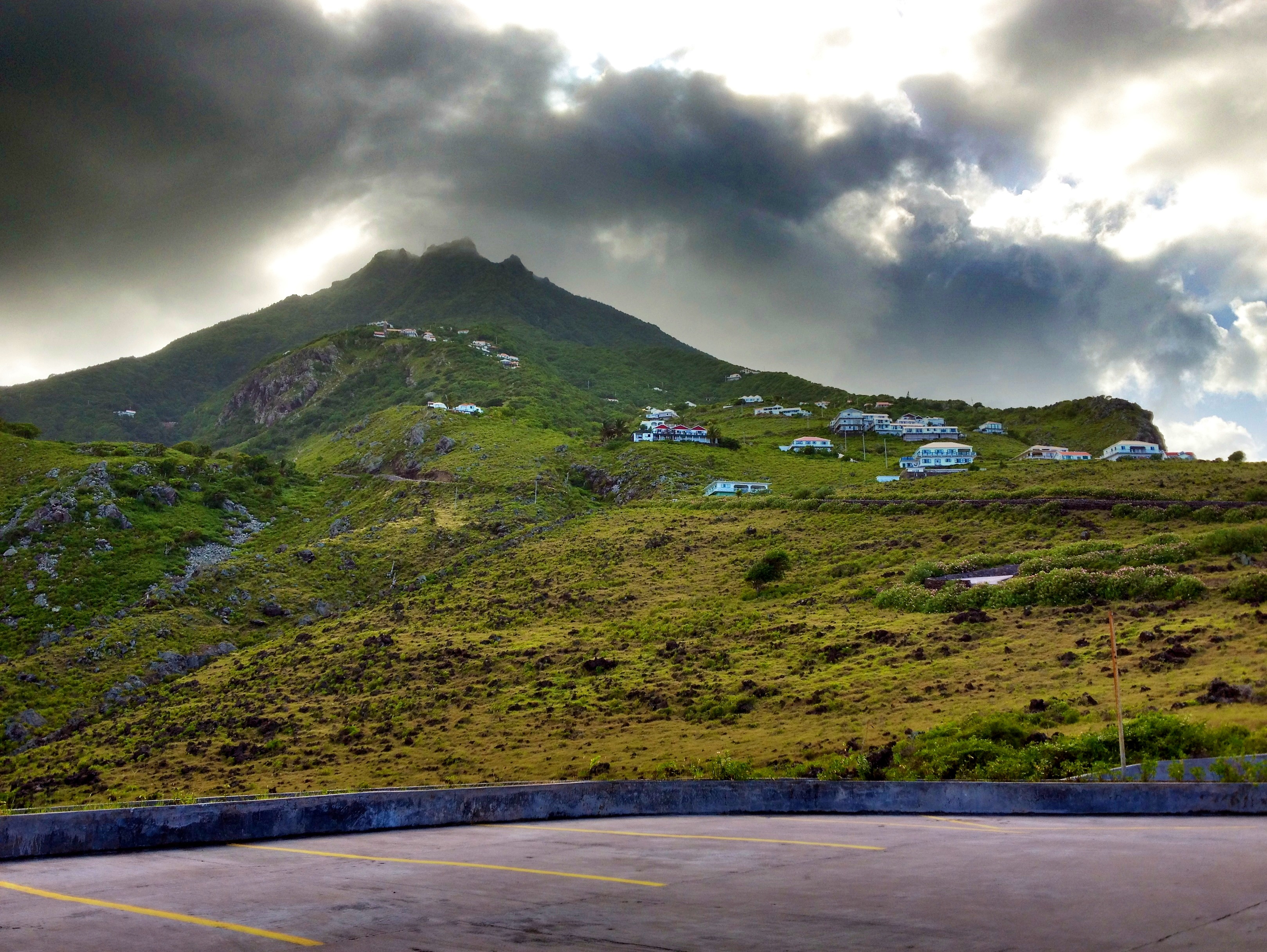
宰恩斯希尔

宰恩斯希尔（Zion's Hill），也叫作其原名地狱门（Hell's Gate），是荷兰王国在加勒比海的公共实体萨巴中的一座村庄，附近有世界上最小的商用机场胡安彻·亚拉斯奎恩机场，海拔高度300米，人口283人。锡安山是1962年建筑女王玫瑰堂的所在地。